# Jean-Pierre Mazery
Jean-Pierre Mazery (Parigi, 5 dicembre 1942) è un economista francese.

## Biografia
Mazery è entrato nel Sovrano militare ordine di Malta nel 1975 come cavaliere di grazia magistrale. Il 16 aprile 2005 è stato eletto Gran Cancelliere dell'Ordine e Ministro degli Affari Esteri dal Sovrano Consiglio, in seguito alle dimissioni di S.E. il Balì Conte Jacques de Liedekerke. Nel 2009 è stato confermato in questa alta carica, subordinata solo al Gran maestro dell'Ordine di Malta e che ha attribuzioni  paragonabili a quelle di un Ministro dell'interno e di un ministro degli affari esteri. In accordo con il suo alto ufficio, è stato creato Balì Gran Croce di Onore e Devozione. Il 30 maggio 2014 Mazery non è stato più rieletto come Gran Cancelliere; al suo posto è stato eletto S.E. Albrecht Freiherr von Boeselager, mentre al posto del Gran Commendatore d'Ippolito è stato eletto S.E. Fra' Ludwig Hoffmann von Rumerstein, riconfermando così la tradizionale attribuzione di tali cariche ad esponenti della nobiltà, consuetudine non sempre rispettata.

## Vita privata
Mazery è sposato con Christiane de Nicolay ed è padre di tre figli.